# 三遊亭生之助
三遊亭 生之助（さんゆうてい しょうのすけ、1935年8月22日 - 2009年5月22日）は、落語家。東京都足立区出身。本名∶布施 吉英。落語協会所属。出囃子は『いやとび』。
元兄弟子春風亭一柳と同い年である（一柳は10月12日生まれ）。

## 来歴
蓮田中学校を卒業する。
1959年2月、六代目三遊亭圓生に入門。前座名は六生。前座名にちなみあだ名は「六ちゃん」で、晩年までこのあだ名で通った。
1962年5月 橘家三蔵と共に二ツ目に昇進。生之助に改名する。
1973年9月 林家木久蔵、三遊亭好生、桂文平、四代目三遊亭歌笑、三遊亭生之助、橘家三蔵、柳家小きん、三遊亭歌雀、柳家さん弥、金原亭桂太の十人で真打昇進。1978年5月に師匠圓生とともに落語協会を脱退するが、1980年2月1日に復帰した。
2009年2月21日の新宿末広亭が寄席最後の高座となった。約3ヶ月後の5月22日、肝不全のため東京都豊島区の病院で死去。73歳没。

## 演目
- 一眼国
- がまの油
- 鼠穴
- 質屋庫
- 試し酒

## 芸歴
- 1959年2月∶六代目三遊亭圓生に入門、前座名「六生」。
- 1962年5月∶二ツ目昇進、「生之助」と改名。
- 1973年9月∶真打昇進。